# Aéroport d'Edson
L'aéroport d’Edson est un aéroport situé en Alberta, au Canada. La compagnie Integra Air y effectue des vols entre Edson et Calgary.